# 贾穆尔 (加利福尼亚州)
贾穆尔（英語：Jamul，/hɑːˈmuːl/，意思為甜水），是美国加利福尼亚州聖迭戈縣的一個普查规定居民点，據2010年人口普查顯示，其人口為6,163。這裡曾經受2020年加利福尼亞州山火所波及。

## 外部連結
- Jamul Census page
- Jamul Indian Village （页面存档备份，存于）
- Jamul Casino San Diego （页面存档备份，存于）